# Bailleulval
Bailleulval település Franciaországban, Pas-de-Calais megyében. Lakosainak száma 233 fő (2022. január 1.). Bailleulval Monchiet, Rivière, Bailleulmont, Basseux, Berles-au-Bois és Gouy-en-Artois községekkel határos.

## Népesség
A település népességének változása:
| Lakosok száma | 291  | 339  | 365  | 355  | 283  | 261  | 269  | 269  | 240  | 233  |
|               | 1793 | 1836 | 1866 | 1891 | 1926 | 1962 | 2006 | 2011 | 2017 | 2022 |